# Rusa unicolor
O sambar (Rusa unicolor) é um grande cervídeo asiático.

## Descrição
O sambar é um cervídeo alto e com um grande par de chifres, sendo o maior da Índia e do Sudoeste Asiático, no entanto, raramente é avistado. Apesar de grande, o sambar move-se silenciosamente pela floresta, ao menor sinal de perigo foge, mas se for apanhado, pode mesmo combater um cão que o esteja a atacar com coices rápidos. O sambar é um forte nadador, atravessa com facilidade os rios enquanto se desloca na floresta em busca de alimento. As suas hastes caem anualmente e novos chifres maiores crescem antes do cio seguinte, têm ouvidos altamente sensíveis que rodam independentemente para identificar sons fracos, o seu pelo é curto e torna-se espesso na estação mais fria, nos machos o pelo pode formar uma crina densa em volta do pescoço e nos quartos dianteiros, a sua cauda é castanha escura por cima e branca por baixo e é usada para afugentar moscas das patas traseiras, apresenta umas pernas longas e delgadas que permitem andar agilmente na floresta ou correr rapidamente caso for necessário.

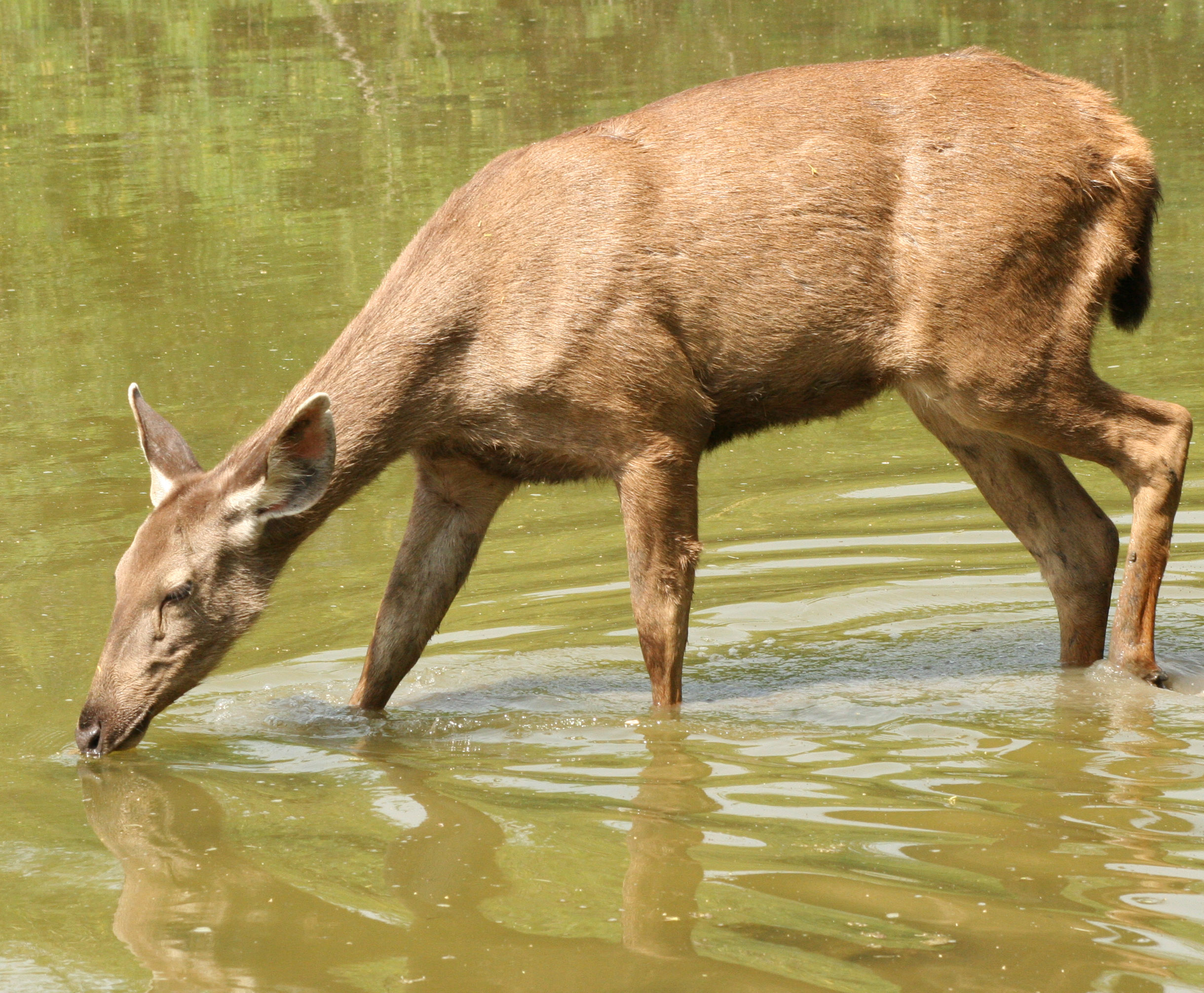
Sambar fêmea

## Ecologia e comportamento
Sambares podem possuir hábitos noturnos ou crepusculares. Os machos vivem sozinhos durante a maior parte do ano, e as fêmeas vivem em pequenos rebanhos de até 16 indivíduos. Em algumas áreas, o rebanho médio consiste em apenas três ou quatro indivíduos, tipicamente composto por uma fêmea adulta, sua jovem mais nova e talvez uma fêmea subordinada e imatura. Este é um padrão incomum para veados, que mais comumente vivem em grupos maiores. Muitas vezes se reúnem perto da água e são bons nadadores. Como a maioria dos cervos, o sambar geralmente é silencioso, embora todos os adultos possam gritar ou fazer sons curtos e agudos quando alarmados. No entanto, eles mais comumente se comunicam por meio de odores e pisoteamento. 

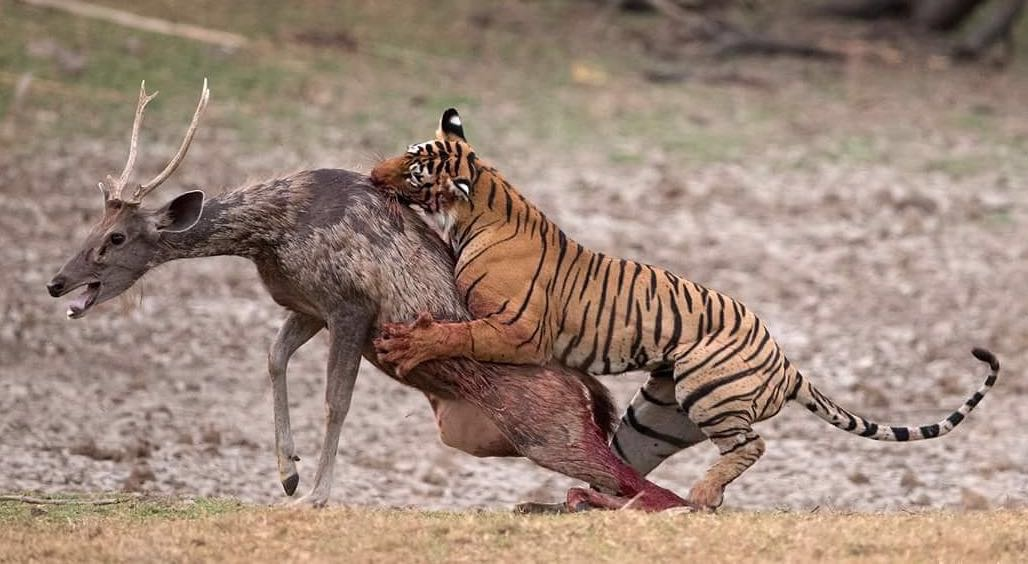
Tigre atacando Rusa unicolor em Ranthambore

Sambar se alimenta de uma grande variedade de vegetação, incluindo gramíneas, folhagens, frutas e plantas aquáticas, de modo que o habitat influencia diretamente na dieta . Eles também consomem galhos novos e folhas de uma grande variedade de arbustos e árvores.
São as presas favoritas de tigres e leões-asiáticos. Na Índia, os sambares correspondem a cerca de 60% da dieta do tigre-de-bengala. Também são predados por crocodilos, em especial o crocodilo-persa e o crocodilo-de-água-salgada. Leopardos e cães-selvagens-asiáticos entram, juntamente, na lista, de modo a preferirem caçar os filhotes.

### Acasalamento
No início da estação seca, os machos entrelaçam os chifres em provas sangrentas, o vencedor marca o seu território borrifando urina, deixando excrementos e gravando troncos de árvores com os chifres, emite sons e um forte odor das suas glândulas para atrair as fêmeas, cada fêmea dá à luz uma única cria no início da estação das chuvas, a cria não consegue andar até ao quarto dia, depois do qual fica sempre próxima da progenitora.

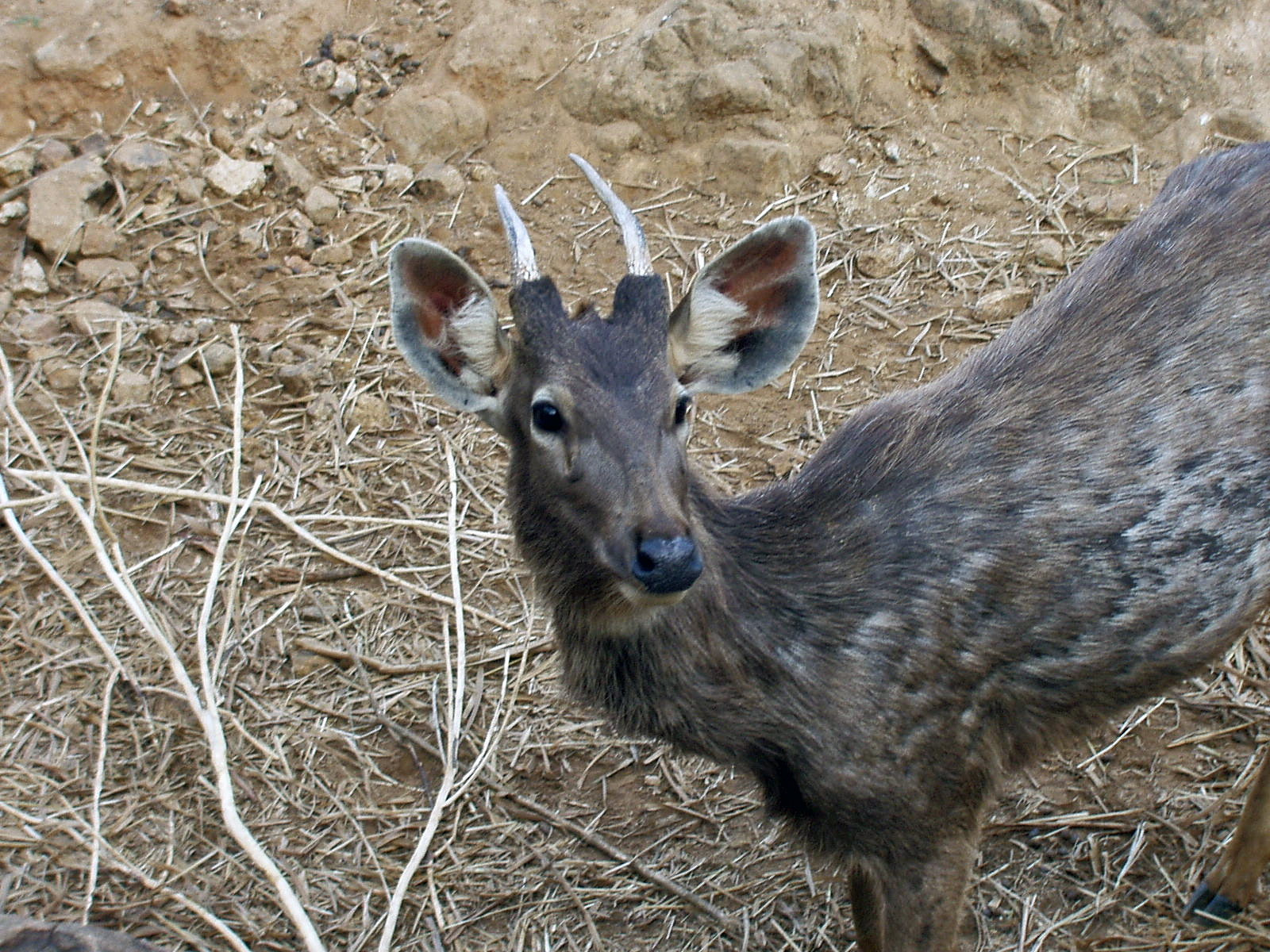
Sambar jovem

## Distribuição
O sambar vive nas encostas das florestas do Sri Lanka, Índia, Sul da China, Taiwan, Malásia, Indonésia e Filipinas. Foi introduzido na Nova Zelândia, na Austrália e na Flórida.

## Taxonomia e evolução
Análises genéticas evidenciam que a espécie vivente mais próxima do sambar é, provavelmente, o cervo-de-timor, da Indonésia. Isso se embasa pelo fato de que o cruzamento entre o R. unicolor e o R. timorensis comumente resultam no nascimento de híbridos férteis.
Fósseis do veado datam do Pleistoceno Superior, embora o artiodátilo se assemelhe muito aos cervídeos do Plioceno. A espécie provavelmente surgiu na região tropical do sul da Ásia, e depois se espalhou por sua atual faixa. Epirusa e Eucladoceros foram propostos como antepassados possíveis do  sambar e de seus parentes mais próximos.

### Subespécies
As subespécies de sambar na Índia e no Sri Lanka são as maiores do gênero, com os maiores chifres, tanto em tamanho como em proporções corporais.
Atualmente, sete subespécies de sambar são reconhecidas , embora muitas outras tenham sido propostas.
A lista a seguir inclui todas as subespécies propostas:
- Não-extintas
  - Rusa unicolor brookei;
  - Rusa unicolor cambojensis;
  - Rusa unicolor dejeani - sambar-da-china-meridional;
  - Rusa unicolor equina - sambar-malaio;
  - Rusa unicolor hainana - sambar-de-hainan;
  - Rusa unicolor swinhoii - sambar-de-formosa;
  - Rusa unicolor unicolor - sambar-do-sri-lanka.
- Extintas
  - Rusa unicolor boninensis[5] - sambar-das-ilhas-bonin. †